# Luise von Savoyen (Selige)
Luise von Savoyen (* 28. Dezember 1462 in Bourg-en-Bresse; † 24. Juli 1503 in Orbe, Freigrafschaft Burgund, heute Kanton Waadt/Schweiz) war eine französische Adlige und später Nonne im Orden der Klarissen.

## Leben
Luise war eine Tochter von Amadeus IX., Herzog von Savoyen und Jolande von Frankreich, einer Schwester des französischen Königs Ludwig XI. Auf Geheiß ihres Onkels heiratete sie im August 1479 Hugo II. von Chalon (1450–1490), Herr von Châtelguyon, Dole und Orbe, Sohn des Ludwig von Chalon-Arlay und der Eleonore von Armagnac. Das Paar lebte in Nozeroy und soll sich dort durch Mildtätigkeit und einfaches Leben ausgezeichnet haben. Nach dem Tod ihres Mannes 1490 wurde sie Klarissin im Kloster von Orbe, wo sie bis zu ihrem Tod gemäß den Ordensregeln lebte.

## Nachwirken
Nachdem die Klarissen im Jahr 1530 beschlossen hatten, ihr von den reformierten Bernern bedrohtes Kloster zu verlassen, wurden ihre Reliquien – gemeinsam mit denen ihrer Schwägerin, der Seligen Philippine von Chalon (um 1455–1507) – auf Initiative von Philibert von Luxemburg, der Witwe von Luises Neffen Jean de Chalon-Arlay in das Klarissenkloster von Nozeroy überführt und 1531 in der dortigen Klosterkirche bestattet. Die Klosterkirche wurde im Zuge der französischen Revolution im Jahr 1792 zerstört, jedoch wurden die Gebeine 1839 aufgefunden, abermals exhumiert und in einen Reliquienschrein gefasst, um 1840/42 nach Turin überführt zu werden. Dort wurden sie in der Palastkapelle unter dem Schrein des Amadeus von Savoyen beigesetzt, der bereits 1677 seliggesprochen worden war.
Luise von Savoyen wurde am 12. August 1839 von Papst Gregor XVI. seliggesprochen. Ihr Gedenktag ist der 24. Juli. Dargestellt wird sie im Klarissenhabit in Gebetshaltung mit Kreuz.